# Hamaspora rubi-sieboldii
Hamaspora rubi-sieboldii är en svampart som först beskrevs av Kawagoe, och fick sitt nu gällande namn av Dietel 1922. Hamaspora rubi-sieboldii ingår i släktet Hamaspora och familjen Phragmidiaceae.   Inga underarter finns listade i Catalogue of Life.